# Brenta (Dolomieten)
De Brenta is een berggroep in de Italiaanse Dolomieten.
Het massief ligt geheel binnen de grenzen van de provincie Trente. Het ligt geïsoleerd van de rest van de Dolomieten. Geografisch gezien maakt het deel uit van de Zuidelijke Rätische Alpen. Rondom het gebergte liggen vier valleien: in het noorden het Val di Sole, in het oosten het Val di Non, in het zuiden de Valli Giudicarie en in het westen het Val Rendena.
De hoogste top van de groep is de 3176 meter hoge Cima Tosa. Deze vergletsjerde top werd in 1865 voor het eerst beklommen. Het gebied is zeer populair bij kletteraars en telt vele vie ferrate. Voor de bergwandelaars zijn er diverse gemarkeerde wandelingen uitgezet.
In 1988 werd het natuurpark Parco Naturale Adamello Brenta opgericht dat de Brenta en het westelijker gelegen massief van de Adamello omvat. In het noorden ligt op 1170 meter hoogte het bijzondere bergmeer Lago di Tovel. Dit meer kleurde tot de jaren zestig 's zomers dieprood veroorzaakt door dinoflagellaten. De belangrijkste plaats in het gebergte is het beroemde wintersportoord Madonna di Campiglio in het Val Rendena.

## Toppen van het massief
- Cima Tosa 3173 m
- Cima Brenta 3151 m
- Cima d'Ambiez 3102 m
- Campanille Basso 2937 m
- Cima Grostè 2897 m
- Monte Peller 2319 m

## Berghutten
- Rifugio Peller 2319 m
- Rifugio Graffer, 2261 m
- Rifugio Grosté
- Rifugio Tuckett, 2268 m
- Rifugio Brentei, 2120 m
- Rifugio Angelo Alimonta, 2600 m
- Rifugio Pedrotti, 2496 m
- Rifugio Tosa, 2491 m
- Rifugio Silvio Agostini, 2410 m
- Rifugio XII Apostoli, 2489 m
- Rifugio Croz dell'Altissimo, 1480 m